# سوسک مکزیکی
سوسک مکزیکی (نام علمی: Zygogramma bicolorata) نام یک گونه از تیره سوسک برگ است. این‌گونه بومی مکزیک است.
سوسک مکزیکی با بدنی کوچک، سری قهوه‌ای رنگ، و پیش‌سینه قهوه‌ای و سیاه و بال‌پوش‌های زرد مشخص می‌شود.
این‌گونه سوسک بومی مکزیک است اما، به صورت غیربومی و وارداتی در بخش‌هایی از هند و استرالیا برای کنترل بیولوژیکی آفات یافت می‌شود.